# クレジット・サポート・アネックス
クレジット・サポート・アネックス（Credit Support Annex、CSA）は金融派生商品（デリバティブ）取引に伴う担保契約である。
当事者間で結ぶ担保差入に関する契約であり、ISDAマスター契約の一部もしくは付随する担保契約書である（ISDA Credit Support Annex）。
現在では、OISへの対応等を考慮し、ISDAにおいてCSAを標準化する取り組みが進んでいる（SCSA：Standard Credit Support Annex）。

## CSAの条項
必要担保額は、エクスポージャー、独立担保額及び信用極度額により計算される。

### エクスポージャー（Exposure）
デリバティブ取引の時価評価額（MTM、未実現損益）の合計額のこと。
相手（カウンターパーティー）に対してエクスポージャー（時価評価額）が正（プラス）の状態は、いわば”勝っている状態”であり、債権者として相手の信用リスクを負っていることとなる（相手がデフォルトした場合、こちらの勝ち分を受け取れない）。
逆にエクスポージャーが負（マイナス）の場合は、いわば”負けている状態”であり、相手に債務を負っている。この場合、自身は相手に対して信用リスクは持たないが、相手は自身の信用リスクを負っていることとなる。

### 独立担保額（Independent Amount）
エクスポージャーや担保価値の変動リスクのために、当事者の双方それぞれに設定される担保の金額である。
当事者の信用（格付）、取引量（想定元本）、取引の種類（ボラティリティの高さ）によって設定される。

### 信用極度額（Threshold）
相手先と無担保で取引ができる信用枠の金額のことである。
相手の格付けが高いほど信用極度額は大きく、格付けが低いほど信用極度額は小さくなる。

### 必要担保額（Credit Support Amount）
CSAに基づき、相手から差し入れられるべき担保の金額のことである。以下のように加算と減算により計算される。
加算
- 相手に対するエクスポージャー
- 相手の独立担保額

減算
- 自身の独立担保額
- 相手の信用限度額